# Tramvajska linija št. 5 (Szczecin)
Tramvajska linija številka 5 (Stocznia Szczecińska – Krzekowo) je ena izmed 12 tramvajskih linij javnega mestnega prometa v Szczecinu. Poteka v smeri vzhod - zahod. Povezuje Krzekowo in Drzetowo-Grabowo. Ta linija je začela obratovati 1905. Celotna linija je dolga 7,6 kilometrov. Linija obratuje vse dni v letu, tj. ob delavnikih, sobotah, nedeljah in praznikih.

## Trasa
| Smer: Stocznia Szczecińska | Smer: Krzekowo |
| --- | --- |
| Krzekowo – Żołnierska – Mickiewicza – Aleja Bohaterów Warszawy – Jagiellońska – Aleja Piastów – Aleja Piłsudskiego – Matejki – Malczewskiego – Parkowa – Dubois – Firlika – Hutnicza – Nocznickiego – Firlika – Stocznia Szczecińska | Stocznia Szczecińska – Firlika – Dubois – Parkowa – Malczewskiego – Matejki – Aleja Piłsudskiego – Aleja Piastów – Jagiellońska – Aleja Bohaterów Warszawy – Mickiewicza – Żołnierska – Krzekowo |

## Preglednica vozil na liniji
- Linija 5: klasični tramvaji Konstal 4N, ulica Jagiellońska
- Linija 5: klasični tramvaji Tatra T6A2D na trgu Rodła
- Linija 5: zgibni tramvaj Moderus Beta na trgu Grunwaldzkim
- Linija 5: zgibni niskopodni tramvaj Pesa Swing, ulica Jana Matejki